# Damernas kvalspel till OS-turneringen i ishockey 2014
Damernas kvalspel till OS-turneringen i ishockey 2014 avhölls för lag som försökte kvalificera sig till OS i Sotji 2014.
I kvalomgången deltog lag placerade på plats 19 − 26 på IIHF:s världsranking för 2012. Lagen delades upp i två grupper med fyra lag i varje. Kvalen spelades 12-14 oktober respektive 27-30 september 2012. Grupperna var döpta till Grupp G och H. De två vinnarna från respektive grupp gick vidare till den olympiska kvalificeringsomgången.
De lag som var placerade på plats 13 − 18 på IIHF:s världsrankinglista 2012, samt två lag från kvalomgången, deltog i olympiskt förkval. Lagen delades upp i två grupper med fyra lag i respektive grupp. Förkvalet spelades 8-11 november 2012 och vinnarna i respektive grupp gick vidare till den slutliga olympiska kvalificeringsomgången. Grupperna var döpta till E och F.
Den slutliga olympiska kvalificeringsomgången spelades den 7 till 10 februari 2013. Lagen placerade på plats 7 − 12 på IIHF:s världsrankinglista 2012 deltog, samt de två lagen som vann respektive grupp från förkvalet. Grupperna var döpta till Grupp C och Grupp D. De två vinnarna från respektive grupp fick spela i damernas OS-turnering i ishockey 2014 och spelade där i Grupp B. Övriga lag i Grupp B bestod av lag fem och sex på IIHF:s världsrankinglista 2012, medan Grupp A bestod av lagen rankade ett till fyra.

## Inledande kvalomgång
Den inledande kvalomgången spelades av åtta lag och var uppdelat på två grupper, Grupp G och H. 

### Grupp G
Grupp G spelades i Barcelona, Spanien, den 12-14 oktober 2012. Kvalificerade lag var Danmark (19), Kroatien (22), Ungern (23) och Spanien (26). Siffrorna efter landsnamnet anger rankingen för laget på IIHF:s världsrankinglista 2012.
Alla matcher spelades i arenan Pista de Gel Camp Nou. 
Danmark vann grupp G och gick vidare till förkval.

#### Resultat
| Datum           | Match              | Res.   | Perioder      |
| --------------- | ------------------ | ------ | ------------- |
| 12 oktober 2012 | Ungern - Danmark   | 3 - 4  | 2-1, 0-3, 1-0 |
| 12 oktober 2012 | Kroatien - Spanien | 1 - 2  | 1-2, 0-0, 0-0 |
| 13 oktober 2012 | Danmark - Spanien  | 6 - 0  | 2-0, 3-0, 1-0 |
| 13 oktober 2012 | Kroatien - Ungern  | 1 - 8  | 0-0, 0-6, 1-2 |
| 14 oktober 2012 | Danmark - Kroatien | 20 - 1 | 5-0, 6-0, 9-1 |
| 14 oktober 2012 | Spanien - Ungern   | 1 - 7  | 0-2, 0-0, 1-5 |

| Lag      | S | V | ÖV | ÖF | F | GM | IM | MS  | P |
| -------- | - | - | -- | -- | - | -- | -- | --- | - |
| Danmark  | 3 | 3 | 0  | 0  | 0 | 30 | 4  | +26 | 9 |
| Ungern   | 3 | 2 | 0  | 0  | 1 | 18 | 6  | +12 | 6 |
| Spanien  | 3 | 1 | 0  | 0  | 2 | 3  | 14 | −11 | 3 |
| Kroatien | 3 | 0 | 0  | 0  | 3 | 3  | 30 | −27 | 0 |

|  | Lag som kvalificerade sig för förkvalet |

### Grupp H
Grupp H spelades i Jastrzębie-Zdrój, Polen, den 27-30 september 2012. Kvalificerade lag var Slovenien (20), Nederländerna (21), Sydkorea (24) och Polen (25). Siffrorna efter landsnamnet anger rankingen för laget på IIHF:s världsrankinglista 2012.
Alla matcher spelades i Jastor Arena. Nederländerna vann grupp H och går vidare till förkval.

#### Resultat
| Datum             | Match                     | Res.  | Perioder              |
| ----------------- | ------------------------- | ----- | --------------------- |
| 27 september 2012 | Nederländerna - Sydkorea  | 5 - 2 | (1-0,1-1,3-1)         |
| 27 september 2012 | Polen - Slovenien         | 4 - 3 | (1-0,0-1,2-2,0-0,1-0) |
| 28 september 2012 | Slovenien - Sydkorea      | 2 - 0 | (1-0,0-0,1-0)         |
| 28 september 2012 | Nederländerna - Polen     | 5 - 4 | (1-1,0-1,3-2,1-0)     |
| 30 september 2012 | Slovenien - Nederländerna | 0 - 4 | (0-1,0-1,0-2)         |
| 30 september 2012 | Sydkorea - Polen          | 2 - 3 | (0-1,0-0,2-2)         |

| Lag           | S | V | ÖV | ÖF | F | GM | IM | MS | P |
| ------------- | - | - | -- | -- | - | -- | -- | -- | - |
| Nederländerna | 3 | 2 | 1  | 0  | 0 | 14 | 6  | +8 | 8 |
| Polen         | 3 | 1 | 1  | 1  | 0 | 11 | 10 | +1 | 6 |
| Slovenien     | 3 | 1 | 0  | 1  | 1 | 5  | 8  | −3 | 4 |
| Sydkorea      | 3 | 0 | 0  | 0  | 3 | 4  | 10 | −6 | 0 |

|  | Lag som kvalificerade sig för förkvalet |

## Olympiskt förkval
Olympiskt förkval för lag som är rankade som lag tretton till arton samt två lag från kvalomgång.

### Grupp E
Grupp E spelades i Shanghai, Kina, den 8-11 november 2012. Kvalificerade lag är Kina (13), Frankrike (16) och Storbritannien (17) samt Nederländerna (21) som kvalificerade sig via kvalomgång i grupp H. Siffrorna efter landsnamnet anger rankingen för laget på IIHF:s världsrankinglista 2012.
Matcherna spelas i S.U.S. Sport Complex i Shanghai.
| Lag            | S | V | ÖV | ÖF | F | GM | IM | MS  | P |
| -------------- | - | - | -- | -- | - | -- | -- | --- | - |
| Kina           | 3 | 2 | 1  | 0  | 0 | 14 | 5  | +9  | 8 |
| Frankrike      | 3 | 1 | 0  | 2  | 0 | 13 | 8  | +5  | 5 |
| Storbritannien | 3 | 1 | 0  | 0  | 2 | 2  | 13 | −11 | 3 |
| Nederländerna  | 3 | 0 | 1  | 0  | 2 | 7  | 10 | −3  | 2 |

|  | Lag som kvalificerade sig för kvalificeringsomgången |

Alla tider är lokala (UTC+8)
| 8 november 2012 15:00 | Frankrike | 7 − 0 1−0, 2−0, 4−0 | Storbritannien | S.U.S. Sport Complex, Shanghai, Kina |

|  |  | Matchsummering |  | Åskådare: 147        |  |
|  |  |                |  | Domare: Kyoko Ugajin |  |

| 8 november 2012 19:00 | Kina | 5 − 2 1−0, 1−1, 3−1 | Nederländerna | S.U.S. Sport Complex, Shanghai, Kina |

|  |  | Matchsummering |  | Åskådare: 779               |  |
|  |  |                |  | Domare: Genevieve Bordeleau |  |

| 9 november 2012 15:00 | Frankrike | 3 − 4 (str) 1−0, 1−2, 1−1, 0−0, 0−1 | Nederländerna | S.U.S. Sport Complex, Shanghai, Kina |

|  |  | Matchsummering |  | Åskådare: 137      |  |
|  |  |                |  | Domare: Erin Blair |  |

| 9 november 2012 19:00 | Storbritannien | 0 − 5 (0−2, 0−2, 0−1) | Kina | S.U.S. Sport Complex, Shanghai, Kina |

|  |  | Matchsummering |  | Åskådare: 363        |  |
|  |  |                |  | Domare: Kyoko Ugajin |  |

| 11 november 2012 15:00 | Nederländerna | 1 − 2 (0−0, 1−0, 0−2) | Storbritannien | S.U.S. Sport Complex, Shanghai, Kina |

|  |  | Matchsummering |  | Åskådare: 170      |  |
|  |  |                |  | Domare: Erin Blair |  |

| 11 november 2012 19:00 | Kina | 4 − 3 (str.) (0−3, 2−0, 1−0, 0−0, 1−0) | Frankrike | S.U.S. Sport Complex, Shanghai, Kina |

|  |  | Matchsummering |  | Åskådare: 467               |  |
|  |  |                |  | Domare: Genevieve Bordeleau |  |

Kina är kvalificerat för Olympisk kvalificeringsomgång.

### Grupp F
Grupp F spelades i Valmiera, Lettland, den 8-11 november 2012. Kvalificerade lag är Lettland (14), Österrike (15) och Italien (18) samt Danmark (19) som kvalificerade sig via kvalomgång från grupp G. Siffrorna efter landsnamnet anger rankingen för laget på IIHF:s världsrankinglista 2012.
Matcherna spelas i Vidzeme Olympic Centre Ice Arena i Valmiera.
| Lag       | S | V | ÖV | ÖF | F | GM | IM | MS | P |
| --------- | - | - | -- | -- | - | -- | -- | -- | - |
| Danmark   | 3 | 3 | 0  | 0  | 0 | 8  | 2  | +6 | 9 |
| Österrike | 3 | 2 | 0  | 0  | 1 | 10 | 3  | +7 | 6 |
| Italien   | 3 | 1 | 0  | 0  | 2 | 4  | 10 | −6 | 3 |
| Lettland  | 3 | 0 | 0  | 0  | 3 | 3  | 10 | −7 | 0 |

|  | Lag som kvalificerade sig för kvalificeringsomgången |

Alla tider är lokala (UTC+2)
| 8 november 2012 15:30 | Österrike | 7 − 0 1−0, 2−0, 4−0 | Italien | Vidzeme Olympic Centre Ice Arena, Valmiera, Lettland |

|  |  | Matchsummering |  | Åskådare: 89          |  |
|  |  |                |  | Domare: Kaisa Ketonen |  |

| 8 november 2012 19:30 | Lettland | 1 − 4 0−1, 0−2, 1−1 | Danmark | Vidzeme Olympic Centre Ice Arena, Valmiera, Lettland |

|  |  | Matchsummering |  | Åskådare: 368           |  |
|  |  |                |  | Domare: Radka Ruzickova |  |

| 9 november 2012 15:30 | Österrike | 0 − 1 (0−0, 0−1, 0−0) | Danmark | Vidzeme Olympic Centre Ice Arena, Valmiera, Lettland |

|  |  | Matchsummering |  | Åskådare: 76             |  |
|  |  |                |  | Domare: Katja Bandlofsky |  |

| 9 november 2012 19:30 | Italien | 3 − 0 (1−0, 2−0, 0−0) | Lettland | Vidzeme Olympic Centre Ice Arena, Valmiera, Lettland |

|  |  | Matchsummering |  | Åskådare: 89          |  |
|  |  |                |  | Domare: Kaisa Ketonen |  |

| 11 november 2012 13:00 | Danmark | 3 − 1 (0−1, 3−0, 0−0) | Italien | Vidzeme Olympic Centre Ice Arena, Valmiera, Lettland |

|  |  | Matchsummering |  | Åskådare: 72            |  |
|  |  |                |  | Domare: Radka Ruzickova |  |

| 11 november 2012 17:00 | Lettland | 2 − 3 (0−1, 1−2, 1−0) | Österrike | Vidzeme Olympic Centre Ice Arena, Valmiera, Lettland |

|  |  | Matchsummering |  | Åskådare: 173            |  |
|  |  |                |  | Domare: Katja Bandlofsky |  |

Danmark kvalificerar sig till Olympisk kvalificeringsomgång.

## Olympisk kvalificeringsomgång
Olympisk kvalificeringsomgång för kvalificering till OS i ishockey 2014 i Sotji för damer. 

### Grupp C
Gruppen spelades i Poprad , Slovakien, den 7-10 februari 2013. Kvalificerade lag var Slovakien (7), Norge (10), Japan (11).  Danmark (19) kvalificerade sig via inledande kvalomgång och förkval. Siffrorna efter landsnamnet anger rankingen för laget på IIHF:s världsrankinglista 2012.
Japan kvalificerade sig till OS-turneringen i ishockey 2014 i Sotji.
| Lag       | S | V | ÖV | ÖF | F | GM | IM | MS | P |
| --------- | - | - | -- | -- | - | -- | -- | -- | - |
| Japan     | 3 | 2 | 0  | 1  | 0 | 9  | 4  | +5 | 7 |
| Danmark   | 3 | 1 | 1  | 0  | 1 | 4  | 7  | −3 | 5 |
| Norge     | 3 | 1 | 0  | 1  | 1 | 9  | 9  | 0  | 4 |
| Slovakien | 3 | 0 | 1  | 0  | 2 | 5  | 7  | −2 | 2 |

|  | Lag som kvalificerade sig för OS 2014 |

Alla tider är lokala (UTC+1)
| 7 februari 2013 14:00 | Norge | 3 − 4 (1−0, 2−1, 0−3) | Japan | Poprad Arena, Poprad, Slovakien |

|  |  | Matchsummering |  | Åskådare: 314           |  |
|  |  |                |  | Domare: Nicole Hertrich |  |

| 7 februari 2013 18:00 | Slovakien | 1 − 2 (1−2, 0−0, 0−0) | Danmark | Poprad Arena, Poprad, Slovakien |

|  |  | Matchsummering |  | Åskådare: 981      |  |
|  |  |                |  | Domare: Dina Allen |  |

| 8 februari 2013 14:00 | Norge | 1 − 2 (0−0, 1−0, 0−1, 0−0, 0−1) | Danmark | Poprad Arena, Poprad, Slovakien |

|  |  | Matchsummering |  | Åskådare: 361        |  |
|  |  |                |  | Domare: Paivi Laurla |  |

| 8 februari 2013 18:00 | Japan | 0 − 1 (str.) (0−0, 0−0, 0−0, 0−0, 0−1) | Slovakien | Poprad Arena, Poprad, Slovakien |

|  |  | Matchsummering |  | Åskådare: 1 183    |  |
|  |  |                |  | Domare: Dina Allen |  |

| 10 februari 2013 14:00 | Danmark | 0 − 5 (0−2, 0−2, 0−1) | Japan | Poprad Arena, Poprad, Slovakien |

|  |  | Matchsummering |  | Åskådare: 315           |  |
|  |  |                |  | Domare: Nicole Hertrich |  |

| 10 februari 2013 18:00 | Slovakien | 3 − 5 (0−3, 3−1, 0−1) | Norge | Poprad Arena, Poprad, Slovakien |

|  |  | Matchsummering |  | Åskådare: 943        |  |
|  |  |                |  | Domare: Paivi Laurla |  |

### Grupp D
Gruppen spelades i Weiden in der Oberpfalz, Tyskland, den 7-10 februari 2013. Kvalificerade lag var Tyskland (8), Kazakstan (9), Tjeckien (12) samt Kina (13) som kvalificerade sig via förkval. Siffrorna efter landsnamnet anger rankingen för laget på IIHF:s världsrankinglista 2012.
Tyskland kvalificerade sig för OS-ishockeyturneringen 2014 i Sotji.
| Lag       | S | V | ÖV | ÖF | F | GM | IM | MS  | P |
| --------- | - | - | -- | -- | - | -- | -- | --- | - |
| Tyskland  | 3 | 3 | 0  | 0  | 0 | 11 | 2  | +9  | 9 |
| Tjeckien  | 3 | 1 | 1  | 0  | 1 | 9  | 6  | +3  | 5 |
| Kina      | 3 | 1 | 0  | 1  | 1 | 5  | 7  | −2  | 4 |
| Kazakstan | 3 | 0 | 0  | 0  | 3 | 2  | 12 | −10 | 0 |

|  | Lag som kvalificerade sig för OS 2014 |

Alla tider är lokala (UTC+1)
| 7 februari 2013 16:00 | Kazakstan | 1 − 5 (0−3, 1−1, 0−1) | Tjeckien | Weiden Arena, Weiden, Tyskland |

|  |  | Matchsummering |  | Åskådare: 300         |  |
|  |  |                |  | Domare: Marie Picavet |  |

| 7 februari 2013 19:30 | Tyskland | 3 − 1 (1−0, 0−1, 2−0) | Kina | Weiden Arena, Weiden, Tyskland |

|  |  | Matchsummering |  | Åskådare: 485       |  |
|  |  |                |  | Domare: Joy Tottman |  |

| 8 februari 2013 16:00 | Kazakstan | 1 − 2 (0−0, 1−2, 0−0) | Kina | Weiden Arena, Weiden, Tyskland |

|  |  | Matchsummering |  | Åskådare: 215     |  |
|  |  |                |  | Domare: Aina Hove |  |

| 8 februari 2013 19:30 | Tjeckien | 1 − 3 (1−1, 0−2, 0−0) | Tyskland | Weiden Arena, Weiden, Tyskland |

|  |  | Matchsummering |  | Åskådare: 1 014       |  |
|  |  |                |  | Domare: Marie Picavet |  |

| 10 februari 2013 14:00 | Kina | 2 − 3 (str.) (0−1, 0−0, 2−1, 0−0, 0−1) | Tjeckien | Weiden Arena, Weiden, Tyskland |

|  |  | Matchsummering |  | Åskådare: 175       |  |
|  |  |                |  | Domare: Joy Tottman |  |

| 10 februari 2013 18:00 | Tyskland | 5 − 0 (1−0, 2−0, 2−0) | Kazakstan | Weiden Arena, Weiden, Tyskland |

|  |  | Matchsummering |  | Åskådare: 750     |  |
|  |  |                |  | Domare: Aina Hove |  |